# Napeogenes azeka
Napeogenes azeka är en fjärilsart som beskrevs av William Chapman Hewitson 1869. Napeogenes azeka ingår i släktet Napeogenes och familjen praktfjärilar. Inga underarter finns listade i Catalogue of Life.